# Muang Kasi
Muang Kasi är ett distrikt i Laos.   Det ligger i provinsen Vientiane, i den västra delen av landet, 140 km norr om huvudstaden Vientiane.